# Austrolimnophila saturnina
Austrolimnophila saturnina är en tvåvingeart som beskrevs av Alexander 1961. Austrolimnophila saturnina ingår i släktet Austrolimnophila och familjen småharkrankar.
Artens utbredningsområde är Madagaskar. Inga underarter finns listade i Catalogue of Life.